# Origin Systems
Origin Systems, Inc, někdy také nazývané OSI, byla vývojářská firma zabývající se vývojem počítačových her, činná od roku 1983 do 2004. Je známá díky svým sériím Ultima, Wing Commander a Crusader.

## Historie
Společnost byla v roce 1983 založena bratry Richardem a Robertem Garriotovými.
V září 1992 byla společnost koupena Electronic Arts.
V roce 1997 vytvořili jednu z prvních a nejúspěšnějších grafických MMORPG, Ultima Online. Po úspěchu tohoto titulu se v Electronics Arts rozhodli, že Origin se po dokončení Ultima IX v roce 1999 zaměří výhradně na online hry. Nicméně do jednoho roku EA zrušili vývoj všech dosavadních projektů jako Ultima Online 2, Privateer Online a Harry Potter Online. Krátce po tomto Richard Garriott Origin opustil a založil Destination Games v roce 2000.

## Charakteristika
Motto Originu bylo We Create Worlds a jejich hry byly známy pro jejich dobře zpracovanou zápletku a děj a detailní propracování. OSI vždy s předstihem reagovali na změny v oblasti špičkové grafiky a herní všestrannosti.

## Hry Originu
- 2400 A.D. (1987)
- Autoduel (1985)
- Bad Blood (1990)
- Bioforge (1995)
- Crusader série (1995–1996)
- CyberMage: Darklight Awakening (1995)
- Jane's Combat Simulations: AH-64D Longbow (1996)
- Jane's Combat Simulations: AH-64D Longbow: Flash Point Korea (1996)
- Jane's Combat Simulations: Longbow 2 (1997)
- Knights of Legend (1989)
- Moebius: The Orb of Celestial Harmony (1985)
- Ogre (1986)
- Omega (1989)
- Pacific Strike (1994)
- Privateer (1993)
- Privateer 2: The Darkening (1996)
- Shadowcaster (1993)
- Space Rogue (1989)
- Strike Commander (1993)
- System Shock (1994)
- Tangled Tales (1989)
- Times of Lore (1988)
- Ultima série (1983–1999)
- Ultima Online (1997)
- Windwalker (1989)
- Wings of Glory (1994)
- Wing Commander série (1990–1998)